# ロックフェラー大学
ロックフェラー大学（ロックフェラーだいがく、英語：Rockefeller University）は、アメリカ合衆国ニューヨークにある私立の大学院大学で、生物学・医学分野の大学院生やポスドクの研究生を対象とし、マンハッタン島のアッパー・イースト・サイド地区ヨーク・アベニューの63丁目から68丁目の間に位置する。
この学校の関係者から、23人のノーベル賞受賞者を輩出している。またこの大学では科学史における大発見が数多くなされており、例えばDNAが遺伝情報を伝える物質であることや、血液型の存在、ウイルスが癌を引き起こすこと、抗体の構造、ヘロイン中毒患者へのメサドンの処方、エイズのカクテル療法、体重を制御するホルモンであるレプチンなどは、この大学で発見された。

## 歴史
この大学は、慈善家として知られる石油王ジョン・ロックフェラーが1901年に設立した「ロックフェラー医学研究センター」を前身とする。また、ジョン・ロックフェラーは1889年にシカゴ大学も設立している。
この大学の歴史はロックフェラー家と密接に関わっており、例えばデイヴィッド・ロックフェラーは2017年に死没するまで名誉総長であった。1965年には、教育の機能も受け持つことになり、名称をロックフェラー大学と改めた。
野口英世は1904年よりロックフェラー医学研究所で研究に従事し、現地で撮影した岡田満らとの写真が残っている。

## 概要
- 研究室　80以上
- 科学者　約190人
- ポスドク　約360人
- 職員　約1325人
- 博士課程 (Ph.D.)　約150人
- 医学研究者養成課程 (M.D. -Ph.D) 　約50人
- 卒業生　約1,150人

## 研究分野
- 生化学、構造生物学、化学
- 分子、細胞、進化生物学
- 免疫学、ウイルス学、微生物学
- 医学、ヒト遺伝子
- 神経科学
- 物理学、数理生物学

## ノーベル賞受賞者
- アレクシス・カレル　1912、生
- カール・ラントシュタイナー　1930、生
- ハーバート・ガッサー　1944、生
- ウェンデル・スタンリー　1946、化
- ジョン・ノースロップ　1946、化
- フリッツ・アルベルト・リップマン　1953、生
- エドワード・ローリー・タータム　1958、生
- ジョシュア・レダーバーグ　1958、生
- ペイトン・ラウス　1966、生
- ハルダン・ケファー・ハートライン　1967、生
- ジェラルド・モーリス・エデルマン　1972、生
- ウィリアム・スタイン　1972、化
- スタンフォード・ムーア　1972、化
- ジョージ・エミール・パラーデ　1974、生
- クリスチャン・ド・デューブ　1974、生
- アルベルト・クラウデ　1974、生
- デビッド・ボルティモア　1975、生
- トルステン・ウィーセル　1981、生
- ロバート・メリフィールド　1984、化
- ギュンター・ブローベル　1999、生
- ポール・グリーンガード　2000、生
- ポール・ナース　2001、生
- ロデリック・マキノン　2003、化
- ラルフ・スタインマン　2011、生
- 大隅良典　2016、生
- マイケル・ヤング  2018、生